# Ван Сантен, Ринт
Ринт ван Сантен (нидерл. Rient van Santen; 2 апреля 1882, Гаага — 29 мая 1943, Велп близ Редена) — нидерландский художник, певец, музыковед, поэт. Спутник жизни (с 1915 года) композитора Бернхарда ван ден Сигтенхорст-Мейера, с которым его соединяло и разностороннее творческое содружество.

## Биография
Окончил Антверпенскую академию художеств, затем учился вокалу в Берлине и, позднее, у Корнелии ван Зантен в Гааге.
Главным увлечением ван Сантена был Восток — культура Индии и Голландской Индии. С этими увлечениями связаны его первая отдельная публикация — альбом графики «Воспоминания об Индии» (нидерл. Herinneringen uit Indië; 1916). Ван Сантен заразил своим увлечением Сигтенхорста, с которым они много музицировали вместе и держали домашний музыкальный салон; к началу 1920-х гг. относится ряд ориенталистских сочинений композитора, в том числе «Искушение Будды» (нидерл. De verzoeking van Boeddha; 1919) для солистов, женского хора, струнных, арфы и челесты, написанное на стихотворение в прозе ван Сантена. В 1923 году ван Сантен и Сигтенхорст предприняли продолжительную гастрольную поездку по Голландской Индии с серией вокально-инструментальных вечеров.
По возвращении в Нидерланды ван Сантен публиковал и экспонировал сделанные на Востоке рисунки — в частности, одна из первых публикаций о тяжёлом повседневном быте женщин острова Бали (в женском журнале Widouri, 1935) была иллюстрирована его рисунками. Одновременно он выступил как музыковед и музыкальный критик, опубликовав книгу «Фортепиано и композиторы, пишущие для него» (нидерл. De piano en hare componisten; 1925) и первую в Нидерландах монографию о Клоде Дебюсси (1926), в которой, в частности, уделил место влиянию индонезийской музыки на его творчество. Входил в состав Гаагского художественного кружка (нидерл. Haagsche Kunstkring), в 1941 году участвовал как художник в юбилейной выставке кружка в Городском музее Амстердама.
Умер в деревне Велп, близ города Реден в провинции Гелдерланд после вынужденной эвакуации во время немецкой оккупации Нидерландов.

## Память
Гаагский муниципальный музей в начале 1950-х гг. присуждал премию имени ван Сантена молодым музыкантам; среди лауреатов были певицы Кора Канне-Мейер (1950) и Рик Ваас-Рен (1952).